# Vilhelm Hammershøi

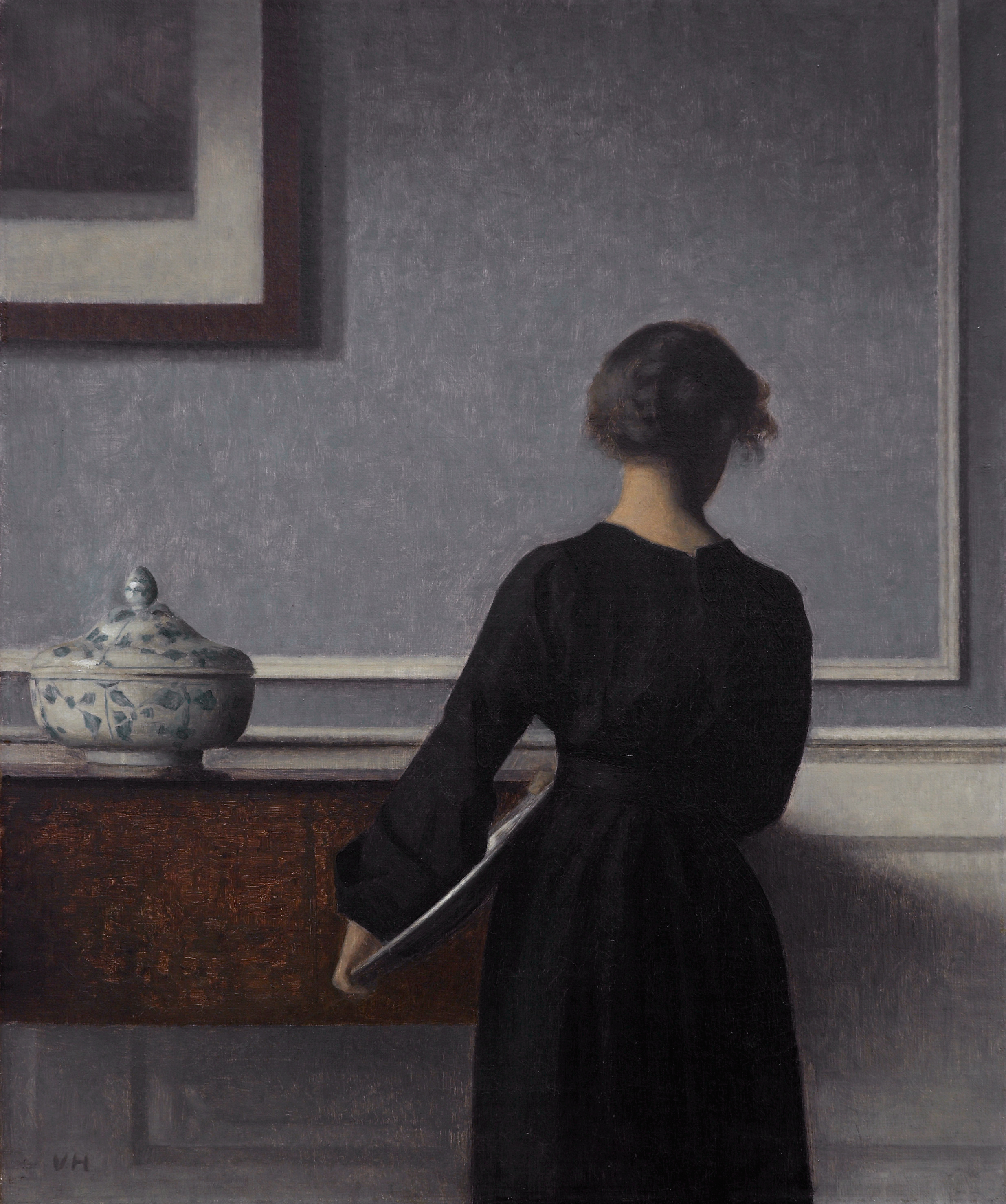
Interno con giovane donna vista di spalle (1904)

Vilhelm Hammershøi (), spesso scritto in inglese Vilhelm Hammershoi (Copenaghen, 15 maggio 1864 – Copenaghen, 13 febbraio 1916) è stato un pittore danese, noto per i suoi ritratti ed interni poetici e sommessi.

## Vita

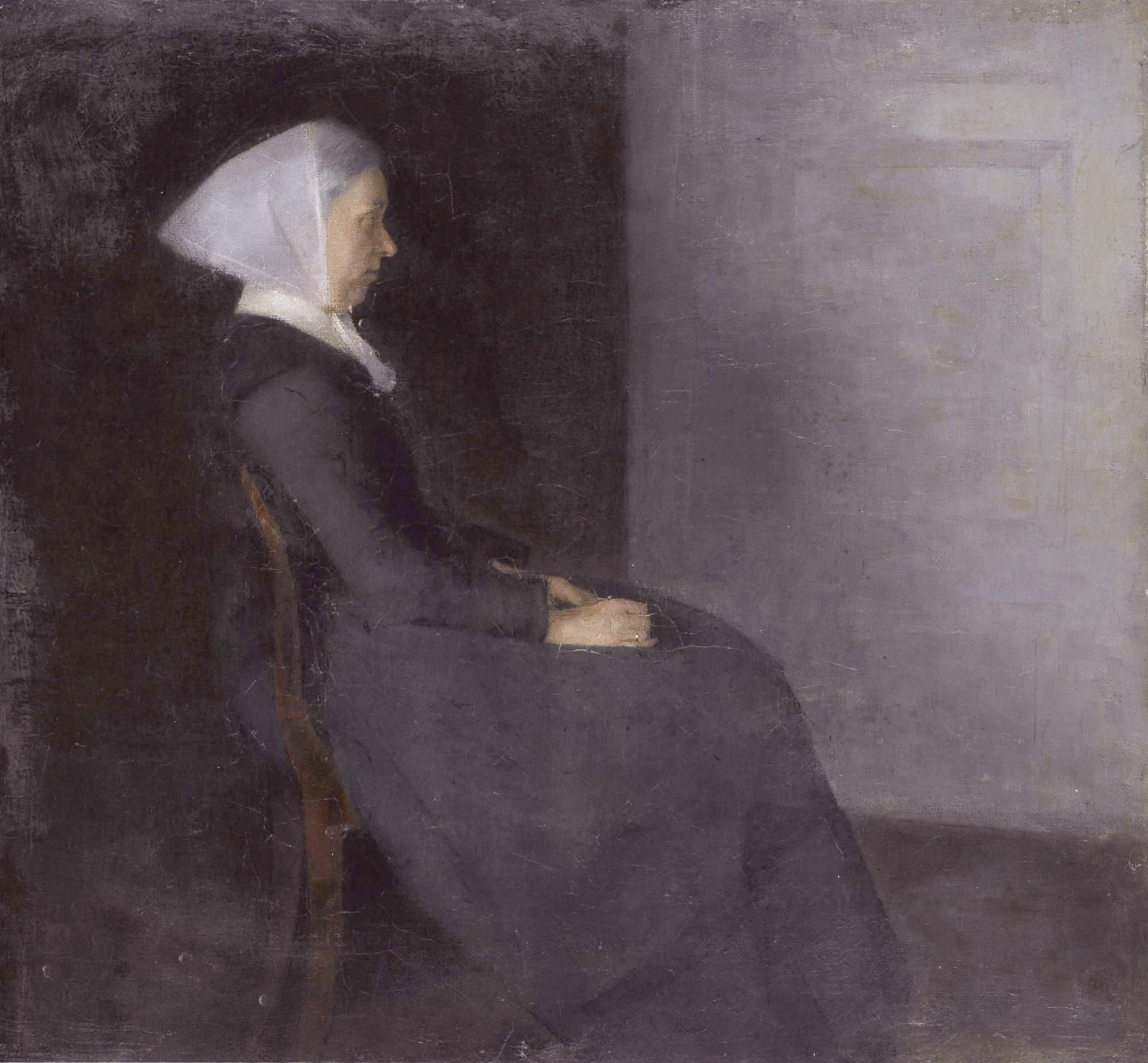
Frederikke Hammershøi, la madre dell'artista (1886)

Vilhelm Hammershøi nacque nel 1864 a Copenaghen, in Danimarca. Figlio di un mercante benestante, Christian Hammershøi, comincia a studiare disegno all'età di otto anni con Niels Christian Kierkegaard e Holger Grønvold, oltre a dipingere con Vilhelm Kyhn. Più grande, segue i corsi di Frederik Vermehren presso la Royal Danish Academy of Fine Arts. Dal 1883 al 1885 studia con Peder Severin Krøyer debuttando alla "Mostra primaverile di Charlottenborg", nel 1885, con Ritratto di una giovane ragazza (che mostra sua sorella Anna). Si dice che Pierre-Auguste Renoir abbia ammirato questo dipinto. Hammershøi sposò Ida Ilsted nel 1891.

Piazza Amalienborg, Copenaghen, 1896

Hammershøi ha lavorato principalmente nella sua città natale, dipingendo ritratti, architettura e interni. Ha anche viaggiato nella campagna circostante ritraendo colline, boschi, fattorie. È celebre soprattutto per i suoi interni, molti dei quali dipinti a Copenaghen allo Strandgade, 30 (dove visse con sua moglie dal 1898 al 1909, e Strandgade, 25 (dove visse dal 1913 al 1916). Ha viaggiato molto in Europa, trovando Londra particolarmente suggestiva nel fornire luoghi per il suo lavoro estremamente discreto. Il suo lavoro è stato descritto come " Monet incontra la scuola di Camden".
La moglie di Hammershøi figura in molti dei suoi interni, spesso raffigurata di spalle. Ida è anche la modella in molte opere simili di suo fratello, Peter Ilsted. Peter e Vilhelm erano peraltro amici d'infanzia, soci in affari e colleghi.
Nel corso della sua vita Hammershøi si recò diverse volte in Italia dove trascorse lunghi soggiorni. Tuttavia realizzò un solo quadro avente un soggetto italiano: la basilica di Santo Stefano Rotondo al Celio di Roma. Di questa opera si conserva un disegno alla Morgan Library & Museum di New York.
Il Metropolitan Museum of Art ha tenuto una mostra delle loro opere collettive nel 2001. Nel 2008 presso la Royal Academy di Londra si è tenuta una personale dell'autore.

## Tecnica

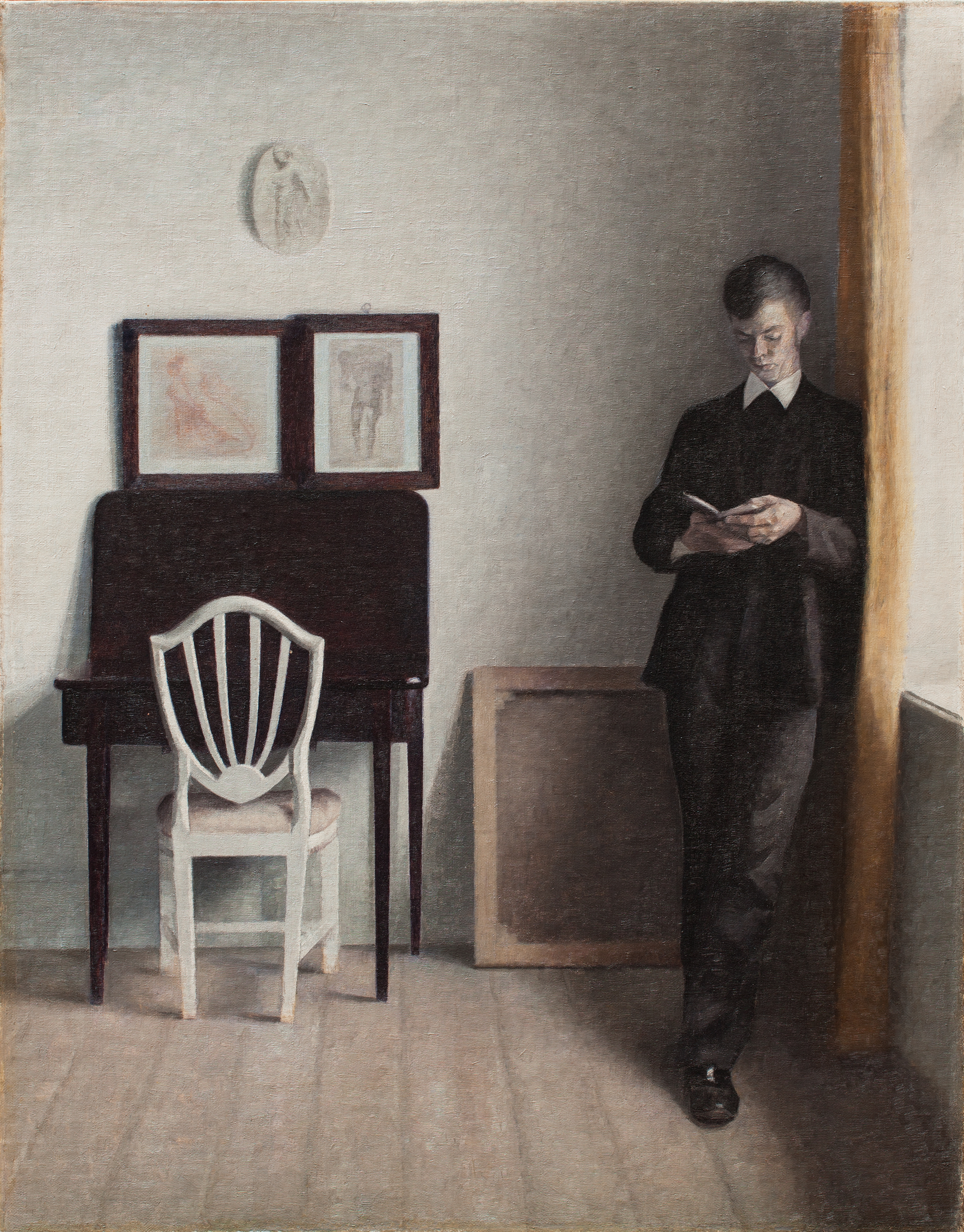
Interno con giovane che legge (1898)

I dipinti di Hammershøi non utilizzano colori vivaci (tranne che nei suoi primissimi lavori accademici), optando sempre per una tavolozza limitata composta da grigi, da gialli desaturati, verdi e altre tonalità scure. I suoi quadri di figure allontanate dallo spettatore proiettano un'aria di leggera tensione e mistero, mentre i suoi esterni di grandi edifici a Copenaghen e a Londra (dipinse due esterni del British Museum tra il 1905 e il 1906) sono privi di persone.

## Successo di critica
I primi lavori di Hammershøi, con la loro semplicità e la registrazione della "banalità della vita di tutti i giorni", riscossero il plauso della critica. Era ricercato da artisti e letterati dell'epoca, tra i quali Emil Nolde e Rainer Maria Rilke - entrambi rimarcavano i suoi modi timidi e la riluttanza a parlare.
Secondo il critico d'arte Souren Melikian, dopo un viaggio a Parigi, il lavoro di Hammershøi è diventato eccessivamente dettagliato: la sua "abilità pittorica è rimasta ma la magia è andata perduta".
La visione malinconica di Hammershøi ha ora riacquistato il suo posto nella coscienza pubblica. Ora è uno degli artisti più noti in Scandinavia e il Museo d'Orsay di Parigi e il Museo Guggenheim di New York hanno organizzato ampie retrospettive del suo lavoro. Nel 2008, la Royal Academy of London ha ospitato la prima grande mostra in Gran Bretagna del lavoro di Hammershøi, Vilhelm Hammershøi: The Poetry of Silence . L'unico dipinto di Hammershøi in mostra costante in Gran Bretagna è "Interior" nella National Gallery.

Nel 1997, la Danimarca ha emesso un francobollo in suo onore.

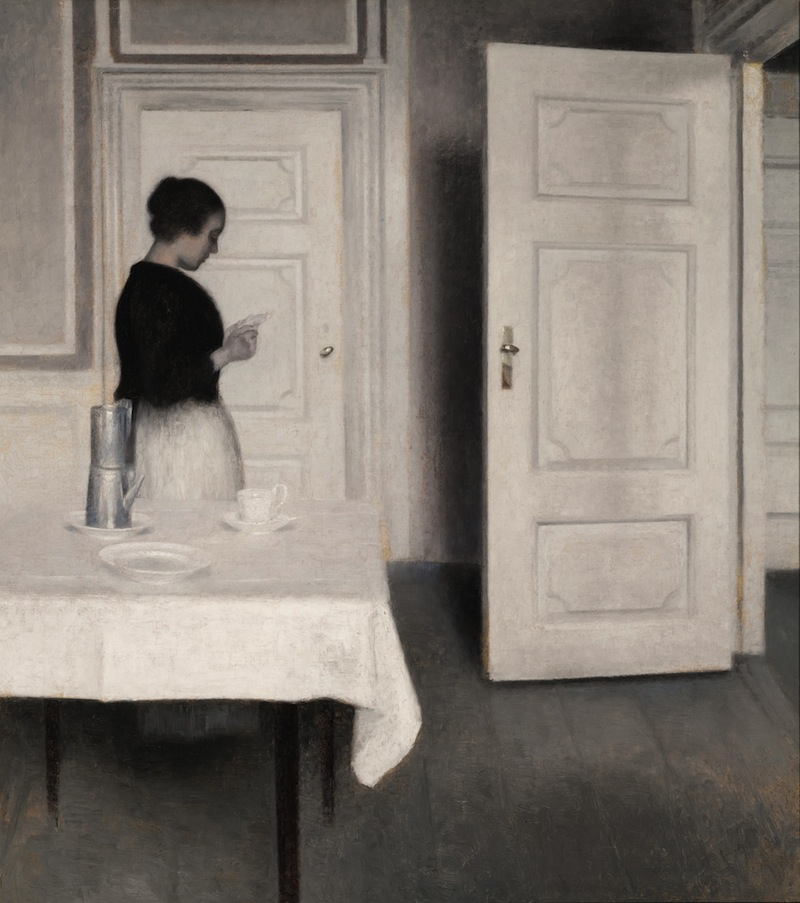
Vilhelm Hammershøi: Ida che legge una lettera

Nel giugno 2012, Ida læser et brev di Hammershøi (Ida Reading a Letter) è stato messo all'asta da Sotheby's a Londra per £ 1.721.250 o DKK 15.747.499, un record per qualsiasi opera d'arte danese. Altri due dipinti di Hammershøi sono stati venduti lo stesso giorno da Sotheby's a prezzi insolitamente alti: Interiør med to lys (Interior with Two Candles) è stato venduto all'asta per DKK 10.110.000 e Ida i interiør (Ida in Interior) per DKK 6.120.000.

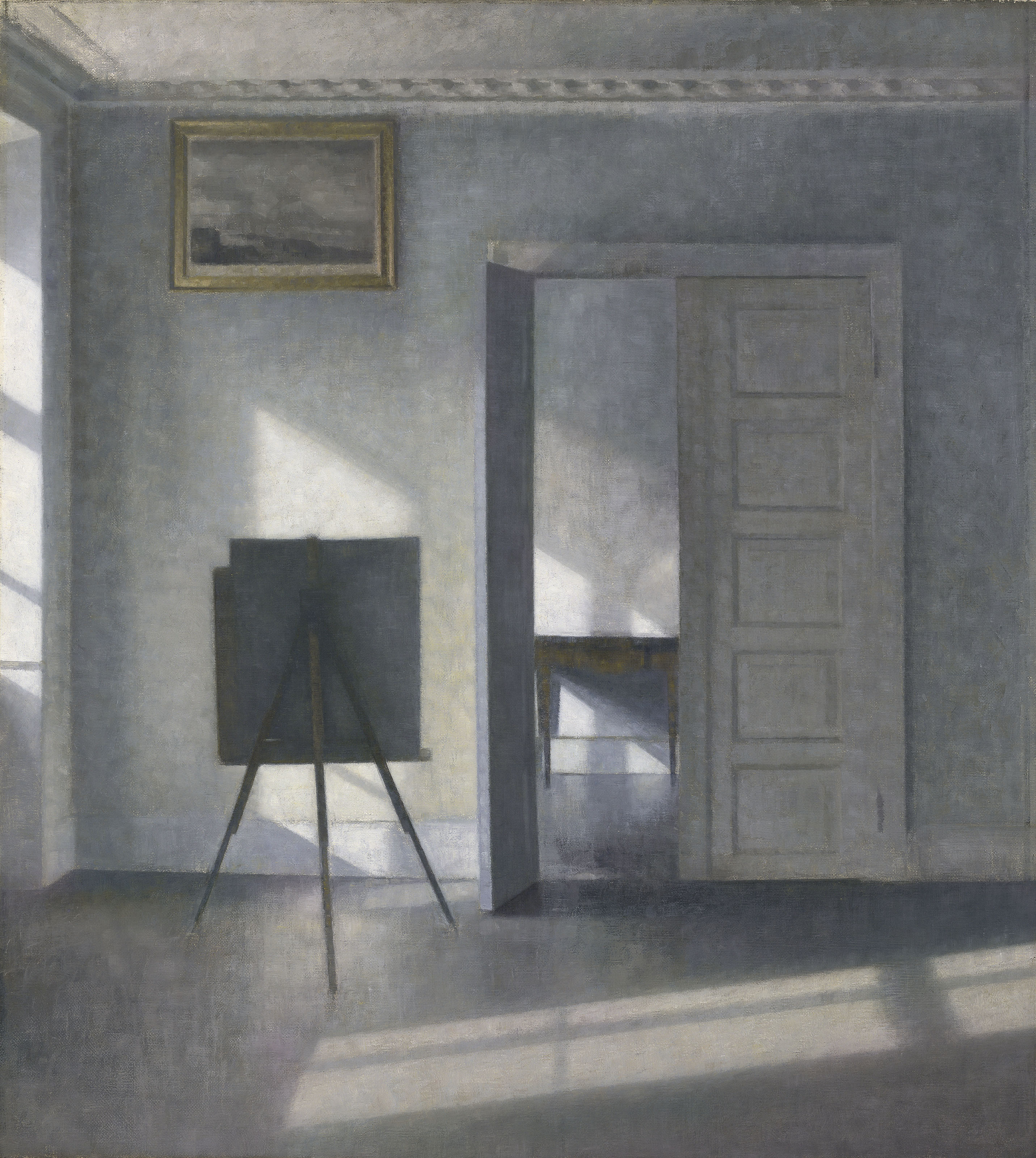
Vilhelm Hammershøi: Interno con cavalletto, Bredgade 25

Nel dicembre 2018, a seguito dell'asta di arte europea di Christie's a New York, il Getty Museum ha acquisito il dipinto Interior with an Easel, Bredgade 25 (1912) per 5037500 $.

## Mostre
- Vilhelm Hammershøi: The Poetry of Silence, Royal Academy, Sackler Wing of Galleries, Londra, Regno Unito, 28 giugno-7 settembre 2008[7]
- Vilhelm Hammershøi: The Poetry of Silence, Museo nazionale d'arte occidentale, Tokyo, Giappone (- 7 novembre 2008)
- I dipinti di Vilhelm Hammershoi alla Scandinavia House, Scandinavia House, New York[8]
- Painting Tranquility: Masterworks di Vilhelm Hammershøi, Art Gallery of Ontario, Toronto, Canada, 16 aprile-3 luglio 2016[9]
- Hammershøi e i pittori del silenzio tra il nord Europa e l’Italia, Palazzo Roverella, Rovigo, Italia, 21 febbraio-29 luglio 2025[10]